# GM-AwtoWAZ
GM-AwtoWAZ – rosyjsko-amerykańskie przedsiębiorstwo typu joint venture z siedzibą w Togliatti, należące do General Motors, AwtoWAZ oraz Europejskiego Banku Odbudowy i Rozwoju, działające w latach 2001–2019.
Zgodnie z umową General Motors i AwtoWAZ mieli po 41,5% udziałów w spółce, zaś pozostałe 17% należało do Europejskiego Banku Odbudowy i Rozwoju. Inwestycja o wartości 332 milionów dolarów amerykańskich zyskała w 2001 miano największej inwestycji zagranicznej w rosyjskim przemyśle samochodowym.
Przedsięwzięcie po niespełna 20 latach działalności zakończyło działalność w grudniu 2019 po tym, jak General Motors odsprzedało swoje udziały rosyjskim partnerom i wycofało się całkowicie z rynku rosyjskiego. W ten sposób model Chevrolet Niva w 2020 roku zmienił logotypy na te Łady.

## Produkowane modele

### Historyczne
- Chevrolet Viva (2004—2005)
- Chevrolet Niva (1998—2019)

### Studyjne
- Chevrolet Niva Concept (2014)